# Onygena
Onygena ist eine Pilz-Gattung aus der Klasse Eurotiomycetes.

## Beschreibung
Onygena-Arten leben als Saprophyten an Hörnern, Hufen, Federn und Tierhaaren. Die in Stiel und Köpfchen gegliederten Fruchtkörper sind Cleistothecien, das heißt die innerhalb des Fruchtkörpers gebildeten Sporen werden nicht durch definierte Öffnungen, sondern durch Zerstörung des Fruchtkörpers freigesetzt. Auch die kugelförmigen Asci besitzen keinen aktiven Freisetzungsmechanismus, sondern werden mitsamt den Sporen verstäubt und lösen sich dann auf (prototunikate Asci). Die Asci sind in das Hyphengewebe im Köpfchen des Fruchtkörpers eingebettet, vergleichbar dem Capillitium in den Gasterothecien der Bauchpilze. Die Hyphen sind septiert.

## Systematik
In Europa kommen 4 Arten der Gattung vor:
- Onygena apus
- Gewöll-Hornpilz (Onygena corvina)
- Kuh-Hornpilz (Onygena equina)
- Onygena piligena